# Bruchaphodius bruchi
Bruchaphodius bruchi är en skalbaggsart som beskrevs av Schmidt 1922. Bruchaphodius bruchi ingår i släktet Bruchaphodius och familjen Aphodiidae. Inga underarter finns listade.